# 이은영 (1963년)
이은영(李恩榮, 1963년 9월 1일 ~ )은 개혁국민신당의 대표였다.

## 주요 약력
서울뉴스 발행인(전)/친박연대 서울특별시당 여성위원장(전)/미래정치경제연구원 정책연구위원(현)/국제사이버대학교 평생교육원 민간조사아카데미 외래교수(현)/대구광역시 동구의회 의원(전)/ 새정치국민의당(약칭 새정치당)대표(전)/개혁국민신당 대표(전)

## 역대 선거 결과
|  | 21.87% |

|  | 1.37% |

## 참고 자료
- 대구광역시 동구의회 홈페이지
- 개혁국민신당 공식 홈페이지